# Éditions Gallimard
Éditions Gallimard és una editorial independent francesa, fundada per Gaston Gallimard i dirigida per Antoine Gallimard. Des de 1930, està situada al carrer Sébastien Bottin, número 5, en el VIIe arrondissement de París.